# Dal mio ieri
Dal mio ieri è un album del cantante italiano Carmelo Zappulla, pubblicato nel 1987.

## Tracce
Lato A
1. Finalmente – 3:27
2. Spiaggia – 3:42
3. Storia d'amore – 3:41
4. Unica – 3:12
5. Pupazzo di pelouche – 3:24

Lato B
1. Nun se po' muri' – 3:53
2. Fermate – 4:31
3. Dimmelo tu – 3:46
4. Pulcino mio – 4:24
5. Dduie giuvane amanti – 3:43